# Темрјучки рејон
Темрјучки рејон (рус. Темрюкский район) административно-територијална је јединица другог нивоа и општински рејон смештен на крајњем западу Краснодарске покрајине, односно на југозападу европског дела Руске Федерације.
Административни центар рејона је град Темрјук.
Према подацима националне статистичке службе Русије за 2017. на територији рејона живело је 124.077 становника или у просеку око 59,7 ст/км². По броју становника налази се на 8. месту међу административним јединицама Покрајине. Површина рејона је 1.957 км².

## Географија
Темрјучки рејон се налази на крајњем западу Краснодарске покрајине, обухвата територију површине 1.957 км², или око 2,6% покрајинске територије, и по том параметру дванаести је по величини рејон у Покрајини. Граничи се са Славјанским рејоном на истоку, на југоистоку је Кримски рејон, а на југу Анапски градски округ. Једини је рејон у Покрајини који излази на обале два мора, на северу је азовска, а на југозападу црноморска обала, док је на западу Керчки пролаз који спаја та два мора. Укупна дужина обалне линије на подручју Темрјућког рејона је око 250 км, од чега око 220 км чине пешчане плаже. На западу преко Керчког пролаза се граничи са Републиком Крим.
Територија Темрјучког рејона обухвата највећи део Таманског полуострва, односно значајан део Кубањске делте. Источним делом рејона протиче главни ток реке Кубањ који се у Азовско море улива неких пет километара северније од Темрјука. Највећи део рејонске територије прекривају бројна плитка језера лиманског порекла и део је јединствене и знатно пространије области познате као Кубањски лимани. Тамански лимани имају укупну површину од око 390 км2, а нјвећи међу њима су Курчански на истоку, Ахтанизовски у централном и Кизилташки на југу рејона. 
На територији рејона се налазе и бројне геолошке формације блатних вулкана, а највећи међу њима је Голубички блатни вулкан. На полуострву се налазе и бројни извори термоминералне воде. 

## Историја
Темрјучки рејон је успостављен 2. јуна 1924. као административна јединица тадашњег Кубањског округа Југоисточне области, и првобитно се састојао од 9 сеоских општина. Пре него што је 1937. ушао у састав данашње Краснодарске покрајине, налазио се у границама, прво Севернокавкаске, а потом Азовско-Црноморске покрајине. Привремено је био расформиран у периоду између 1963. и 1965. године.

## Демографија и административна подела
Према подацима са пописа становништва из 2010. на територији рејона живело је укупно 117.904 становника, док је према процени из 2017. ту живело 124.077 становника, или у просеку око 59,7 ст/км². По броју становника налази се на 8. месту у Покрајини. 
| 1959.  | 1970.  | 1979.   | 1989.   | 2002.   | 2010.   | 2017.    |
| ------ | ------ | ------- | ------- | ------- | ------- | -------- |
| 66.376 | 91.388 | 101.266 | 105.328 | 115.462 | 117.904 | 124.077* |

Напомена:* Према процени националне статистичке службе. 
На територији рејона налази се укупно 39 насељених места административно подељених на 12 другостепених општина (једну урбану и 11 руралних). Административни центар рејона и његово највеће насеље је град Темрјук са око 40.000 становника. Остала већа насеља су станице Старотитаровскаја (12.200), Тамањ (10.000), Курчанскаја (6.600) и Голубицкаја (5.500 становника). 

## Привреда и саобраћај
На подручју рејона је доста добро развијена пољопривредна производња, а посебно виноградарство и узгој пиринча. На Таманском полуострву се налази око 74%, или око 18 хиљада хектара, свих винограда Краснодарске покрајине, а прерадом вина у рејону се бави 14 винарије у којима се производи преко осамдесет различитих врста вина. Пиринчана поља се углавном налазе у речним долинама и уз лимане уз источном делу рејона. Развијено је и рибогојство, посебно јесетре. 
Значајан извор прихода долази од туризма, а на подручју рејона се за потребе туристичке делатности користи 28 одмаралишта. 
На подручју рејона се налазе и три морске луке међународног значаја − Темрјучка лука на Азовском мору и луке Кавказ и Тамањ на Црном мору. Саобраћајна мрежа, како друмска тако и железничка, на полуострву је јако добро развијена, а још већи значај у саобраћајном погледу рејон добива градњом Кримског моста којим је континентални део Русије повезан са Кримом.